# Meindert van Ham
Meindert van Ham (eigenlijk Meinhard von Hamm, Nederduits Meinert van (den) Hamm(e)) (ca. 1470-na 1545) was een Westfaals veldheer uit Hamm, die zich als militair ondernemer met zijn huursoldaten of landsknechten in dienst van verschillende vorsten begaf. Hij stond onder andere in dienst van Balthasar Oomkens van Esens, Christiaan III van Denemarken, George van Saksen en Karel van Gelre. Hij is te vergelijken met Maarten van Rossum en trad lange tijd op als diens rechterhand.
In 1536 bezette Meindert van Ham met 3000 man Appingedam, maar hij werd in september van datzelfde jaar uit die stad verdreven door Filips van Lalaing en Georg Schenck van Toutenburg. Tijdens zijn korte bewind in Appingedam voerde Van Ham een waar schrikbewind uit in de Ommelanden; eerst werden Bedum en Ten Post verwoest en vervolgens ook Tjamsweer, Jukwerd, Solwerd en Oosterwijtwerd. Ook plunderde hij in 1536 het Schuitenschuiverskwartier bij Groningen en stak het in brand. Bij de Slag bij Heiligerlee in augustus dat jaar werd hij echter verslagen door Georg Schenck van Toutenburg, waarna bij de Vrede van Grave werd bepaald dat de Geldersen het noorden van de Nederlanden zouden overdragen aan de Bourgondiërs.
Van Ham was een van de militaire ondernemers of condottières, die de oorlogsvoering in de hoogtijdagen van de Renaissance moderniseerden. Hij bereidde zijn krijgstochten zorgvuldig voor en een legde strikte discipline aan zijn soldaten op. Vanwege zijn ervaring met het opwerpen van verschansingen noemde men hem ook wel de koninck van den Schuppen (de koning van de spaden). Veel was hem gelegen aan zijn imago, dat hij zorgvuldig opbouwde. Zijn gestalte was weinig indrukwekkend (hij liep mank en leed aan syfilis), maar het liefst liet hij zich zien met een zweep in de hand en een onderdanige hond aan zijn voeten. In Oost-Friesland noemde men hem de geessel Gods. Zijn leefstijl was luxueus en sterk beïnvloed door de modes van zijn tijd. Hoewel hij doorgaans in dienst stond van katholieke landsheren, schijnt hij protestantsgezind te zijn geweest. Ook had hij meermalen contact met groepen wederdopers.
Van Ham schreef ook gedichten. Een lied van hem is opgenomen in het Antwerps liedboek. Het eindigt met de kenmerkende passage:
De uns dit nie ledlin sang,
Meinert vam Hamme is he genant,
De heft gar wol gesungen;
He drinkt vel lever den Rinschen kolden win
Als 't water ut dem brunnen.